# Гудридж, Сара
Са́ра Гу́дридж (англ. Sarah Goodridge, также известна как англ. Sarah Goodrich, 5 февраля 1788 — 28 декабря 1853) — американская художница, работавшая в жанре портретной миниатюры. Старшая сестра художницы Элизабет Гудридж.

## Биография
Гудридж родилась в Темплтоне, штат Массачусетс, была шестым ребёнком и третьей дочерью Эбенезера Гудриджа и его жены Беллы Чайлдс.
В раннем возрасте начала рисовать и проявила свою способность к искусству. Женские образовательные возможности были ограниченными в то время, поэтому она была в основном художницей-самоучкой. Посещала местную школу. Её ранние эскизы, на которых она рисовала окружающих людей, были сделаны на бересте, так как ей не хватало средств для покупки бумаги. В течение нескольких месяцев жила в Милтоне со своим братом Уильямом М. Гудричем, там же посещала школу-интернат. Получила несколько уроков рисования в Бостоне, где сопровождала своего брата. В Бостоне она также встретилась с Гилбертом Стюартом, который проявил интерес к её работе.
В 1820 году переехала жить со своей сестрой Элизой (Элизабет) в Бостон, где получила первые уроки и начала писать миниатюрные портреты исключительного качества. Её работы пользовались успехом и она могла поддерживать себя и свою семью в течение нескольких десятилетий. В итоге она специализируется на миниатюрах по слоновой кости, беря уроки у миниатюриста Хaртфорда, которым почти наверняка был Элкана Тисдейл. Её картины были представлены в Бостоне и в Вашингтоне. Из-за проблемы со зрением в 1851 году, она оставила живопись и поселилась в городе Рединг, штат Массачусетс.
Гудридж приобрела известность за портреты политика Дэниела Уэбстера и художника Гилберта Стюарта. Среди наиболее интересных и личных работ Гудридж есть миниатюрный портрет её собственной обнаженной груди, который называется «Раскрытая красота» (1828). Картина сейчас находится в музее Метрополитен в Нью-Йорке.

## Галерея

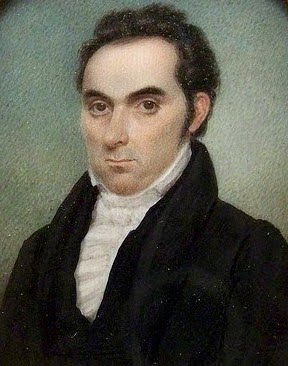
Дэниел Уэбстер
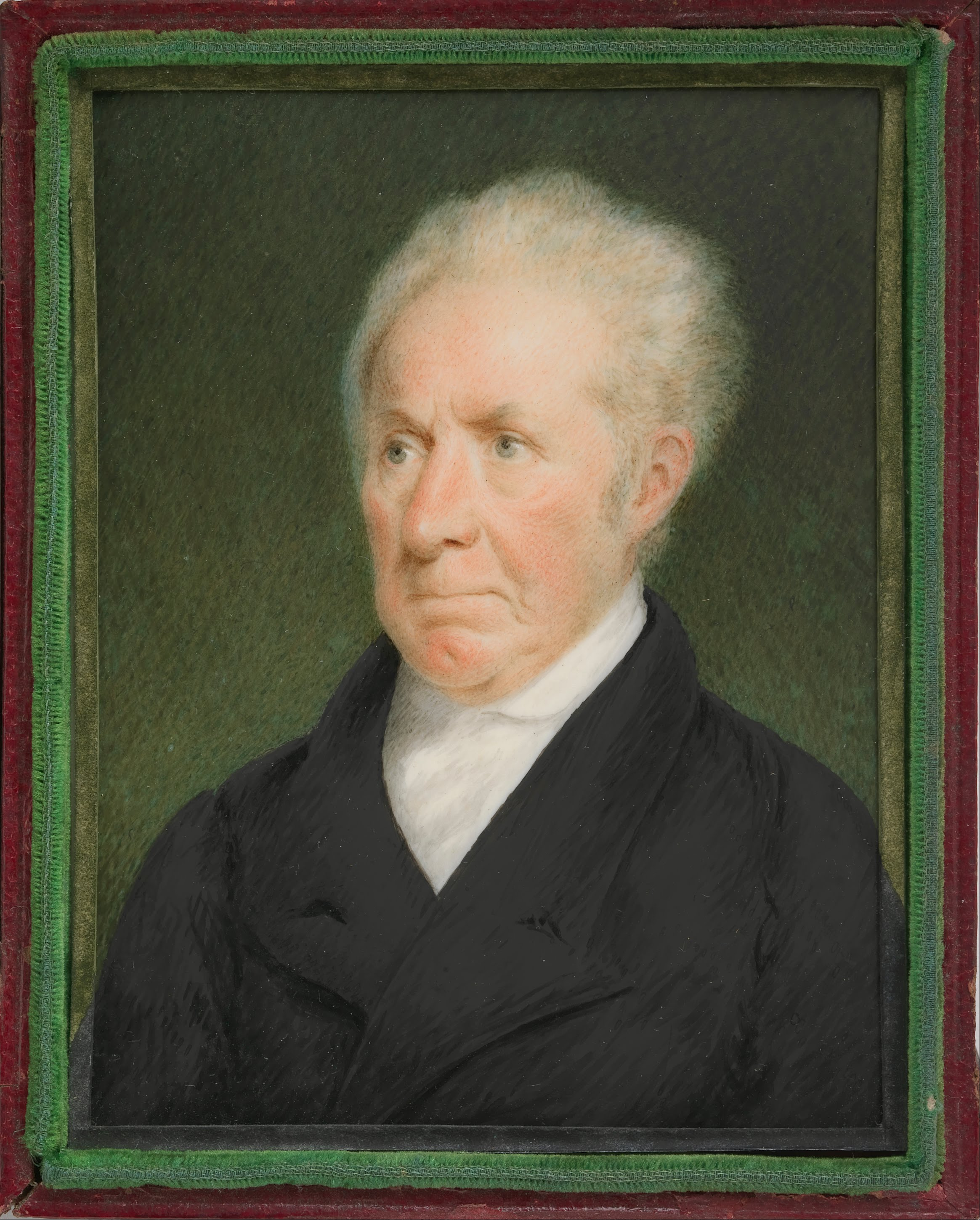
Гилберт Стюарт
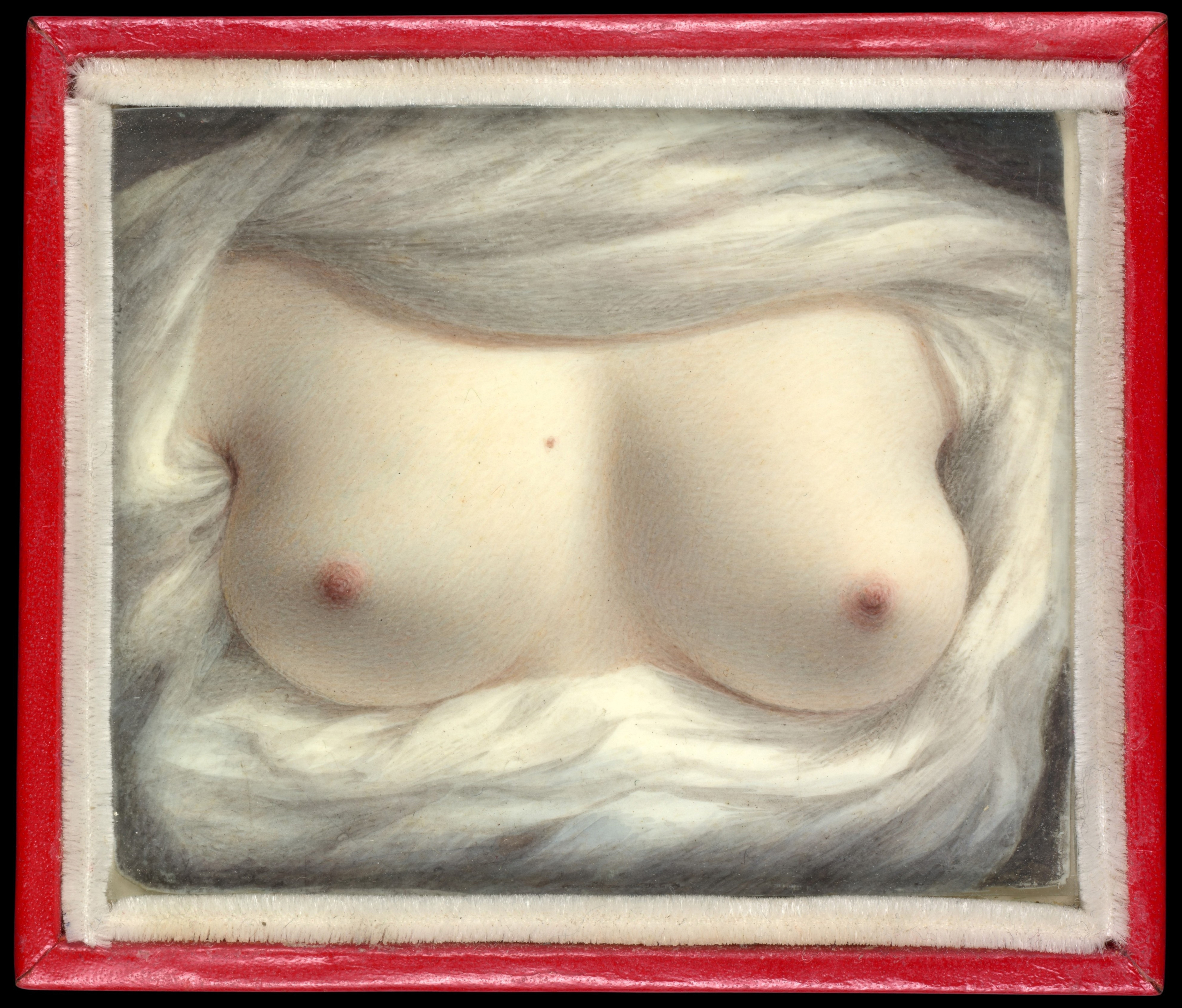
Раскрытая красота